# Itame semivolata
Itame semivolata là một loài bướm đêm trong họ Geometridae.